# 23×115mm

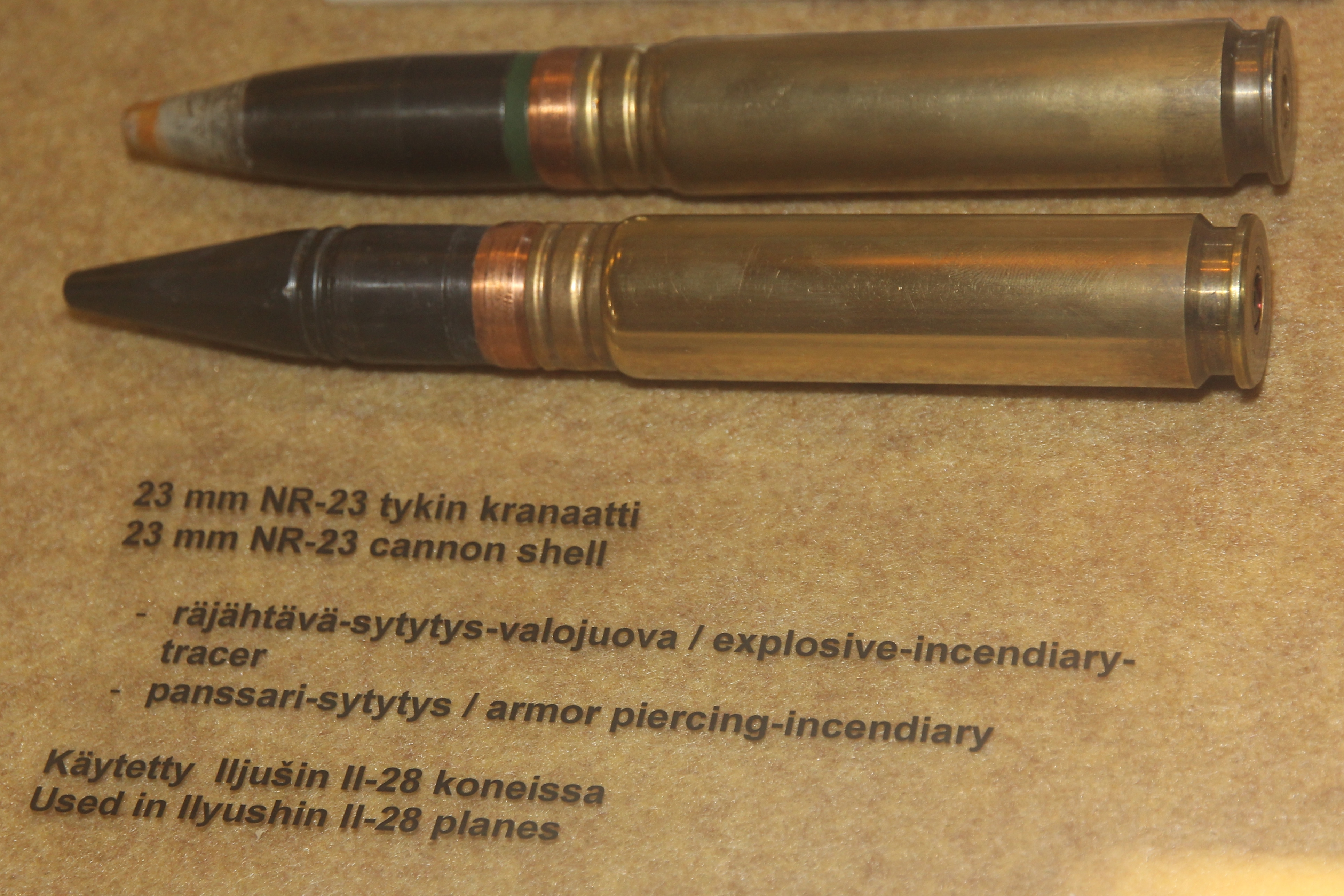

23×115mm 탄환은 소련/러시아/독립국가연합 항공기 기관포에 사용된다. 30×165mm 탄환으로 대체되었지만, 러시아 공군은 여전히 GSh-23L (항공기 꼬리 포탑 및 UPK-23-250 건포드) 및 GSh-6-23 (수호이 Su-24)에 이 탄환을 사용한다. 이 탄환은 여전히 많은 국가에서 사용되고 있으며 널리 구할 수 있다. 탄환 무게는 175그램이다.

## 역사
이 탄환은 14.5×114mm 탄환을 23mm로 넥아웃하여 파생되었다. 원래 탄환은 33g의 sw 4/7 화약을 사용하여 더 낮은 출력으로 294.3MPa의 최대 압력에서 690m/s를 달성했다. 1954년에는 향상된 탄두 설계와 탄도 특성을 갖춘 개선된 탄약이 도입되었다. 새로운 탄환은 720m/s를 달성하는 화약 장약을 갖는다.

## 무기 플랫폼
- 누델만-수라노프 NS-23, An-2, 일류신 Il-10, 일류신 Il-22, 라보치킨 La-9, 라보치킨 La-11, 라보치킨 La-15, MiG-9, Yak-7, Yak-9U, Yak-15, Yak-17, 그리고 Yak-23 전투기; 그리고 Mi-2US, Mi-2URN, Mi-2URP 헬리콥터에 사용되었다.
- 누델만-리흐테르 NR-23, MiG-15, MiG-17, 그리고 La-15 전투기에 사용되었다.
- 아파나세프 마카로프 AM-23, Tu-16, Tu-95, Il-54 폭격기; 그리고 An-8, An-12, Il-76 수송기에 사용되었다.
- 그랴제프-시푸노프 GSh-23, MiG-21, MiG-23, SOKO J-22 오라오, HAL 테자스, 그리고 IAR 93 전투기; Tu-22M 및 Tu-95 폭격기; Mi-24V, Mi-24VP, Mi-24VM, Mi-24VN, Mi-24VU, Mi-35, Mi-35M, Mi-35O, 그리고 W-3WA 소코우 헬리콥터; 그리고 Il-76 수송기; 그리고 UPK-23-250 및 SPPU-22 건포드에 사용되었다.
- GSh-6-23, Su-15, Su-24, MiG-31, 그리고 초기 버전의 MiG-27 전투기에 사용되었다.

## 같이 보기
- 23×152mm, 일류신 Il-2 지상 공격기에 사용된 VYa-23의 한 변형, 그리고 후기 소련 대공 기관포 시리즈(ZSU-23-4, ZU-23 등)의 다른 변형